# Чемпіонат світу з фехтування на візках 2019
Чемпіонат світу з фехтування на візках 2019 відбувся з 17 вересня по 23 вересня 2019 року у місті Чхонджу (Південна Корея). У змаганнях взяло участь більше 200 спортчменів з 20 країн. Україну представляли 15 атлетів.

## Виступ українських спортсменів

### Українські медалісти
| Андрій Демчук     |
| Артем Манько      |
| Дмитро Серьоженко |
| Антон Дацко       |

| Наталія Морквич |
| Євгенія Бреус   |
| Олена Федота    |
| Надія Дьолог    |

### Склад національної збірної
| № з/п | Спортсмен                    | Область                       |
| ----- | ---------------------------- | ----------------------------- |
| 1     | Бреус Євгенія Леонідівна     | Харківська обл.               |
| 2     | Дьолог Надія Юріївна         | Закарпатська обл.             |
| 3     | Дацко Антон Володимирович    | Львівська обл.                |
| 4     | Демчук Андрій Богданович     | Львівська обл.                |
| 5     | Манько Артем Ігорович        | Черкаська обл.                |
| 6     | Морквич Наталія Олексіївна   | Львівська обл.                |
| 7     | Позняк Тетяна Ігорівна       | Миколаївська обл.             |
| 8     | Федота Олена В’ячеславівна   | Харківська обл.               |
| 9     | Шавкун Сергій Володимирович  | Київська обл. (Донецька обл.) |
| 10    | Мандрик Наталія Сергіївна    | Харківська обл.               |
| 11    | Серьоженко Дмитро Сергійович | Миколаївська обл.             |
| 12    | Науменко Олег Сергійович     | Миколаївська обл.             |
| 13    | Магула Максим Юрійович       | Закарпатська обл.             |
| 14    | Пашкова Ганна Олександрівна  | Харківська обл.               |
| 15    | Шептицький Сергій Григорович | Київська обл.                 |